# Pongphat Aektasaeng
Pongphat Aektasaeng (thailändisch พงษ์พัฒน์ เอกตาแสง, * 16. März 2000) ist ein thailändischer Fußballspieler.

## Karriere
Pongphat Aektasaeng steht seit mindestens Anfang 2020 beim Khon Kaen FC unter Vertrag.  Der Verein aus Khon Kaen, einer Stadt in der Provinz Khon Kaen in der Nordostregion von Thailand, dem Isan, spielte in der zweiten Liga des Landes, der Thai League 2. Sein Zweitligadebüt für Khon Kaen gab er am 13. September 2020 beim Auswärtsspiel gegen den Udon Thani FC. Hier wurde er in der 63. Minute für Ronnayod Mingmitwan eingewechselt. Am Ende der Saison 2021/22 musste er mit Khon Kaen als Tabellenvorletzter in die dritte Liga absteigen.